# Aldea Juvenil Ben Shemen
La Aldea Juvenil Ben Shemen es una aldea juvenil ubicada en el centro de Israel. La aldea juvenil Ben Shemen (en hebreo: כפר הנוער בן שמן, Kfar HaNoar Ben Shemen) es una aldea juvenil, un internado y un asentamiento agrícola ubicado en el centro de Eretz Israel. La aldea está ubicada cerca de Ben Shemen y Ginaton, se encuentra bajo la jurisdicción del Concejo Regional de Hevel Modín. Ben Shemen tenía una población de 630 habitantes en 2018.

## Historia

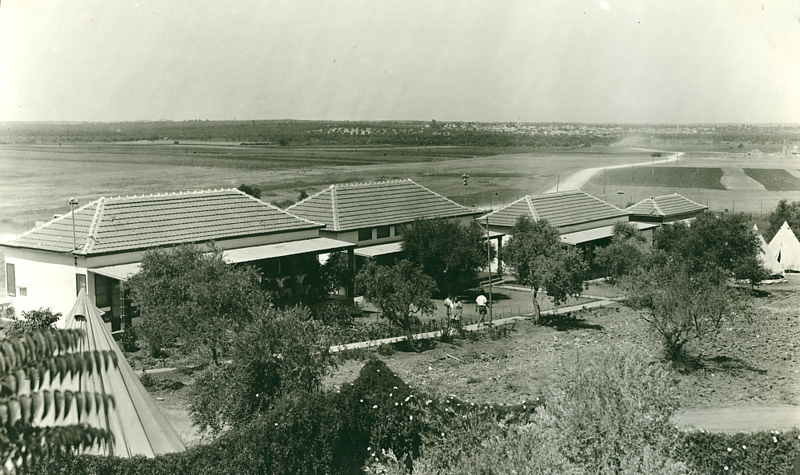
Aldea juvenil Ben Shemen.

El pueblo fue fundado en 1927 en los terrenos de la fábrica Hadid, propiedad del judío Siegfried Lehman, su objetivo era dotar a los niños de una ética sionista, enseñarles a trabajar la Tierra e inculcarles una apreciación de la responsabilidad. Los primeros estudiantes de la escuela eran de Kaunas, Lituania. 
En 1947, tenía una población de aproximadamente 1.000 habitantes.  Durante la Guerra árabe-israelí de 1948, la aldea fue sitiada por la Legión Árabe;  Once jóvenes murieron en un intento de traer suministros. 
Los graduados notables de Ben Shemen incluyen a: Shimon Peres, Shulamit Aloni, Moshé Katsav, Dan Ben Amotz, Zeev Gur-Arie (Wolfgang Lotz), Micha Tomkiewicz, Amitai Etzioni y Haim Saban. La aldea tenía alrededor de 630 habitantes en 2018.